# Nadia Moser
Pour les articles homonymes, voir Moser.
Nadia Moser, née le 16 juillet 1997 à Edmonton, est une biathlète canadienne.

## Biographie
Née à Edmonton, Alberta, elle est prend ensuite prend base à Whitehorse, au Yukon, dans le nord-ouest du canada.
Aux Jeux d'hiver du Canada 2015, elle remporte trois médailles. Un an plus tard, elle fait ses débuts internationaux dans les Championnats du monde des moins de 19 ans et en 2017-2018, elle prend part à l'IBU Cup, deuxième niveau mondial. En janvier 2018, elle reçoit sa première sélection pour la Coupe du monde à Anterselva. Elle se classe ensuite huitième sur l'individuel des Championnats du monde junior à Otepää.
En décembre 2018, elle monte sur son premier podium international, en remportant le sprint comptant pour l'IBU Cup à Obertilliach, devant une Russe et sa compatriote Megan Bankes. Moser enregistre ensuite son meilleur résultat chez les juniors avec une quatrième place sur la poursuite des Championnats du monde junior à Osrblie.
En fin d'année 2019, elle fait son retour dans la Coupe du monde à Östersund, un an après sa dernière course à ce niveau. Quelques semaines plus tard, elle est incluse dans l'équipe pour les Championnats du monde à Anterselva, où avec une 33e place sur l'individuel, elle marque ses premiers points pour la Coupe du monde.

## Palmarès

### Championnats du monde
| Édition / Épreuve       | Individuel | Sprint | Poursuite | Mass start | Relais | Relais mixte | Relais mixte simple |
| ----------------------- | ---------- | ------ | --------- | ---------- | ------ | ------------ | ------------------- |
| Antholz-Anterselva 2020 | 33e        | 43e    | 53e       | —          | 9e     | —            | —                   |
| Pokljuka 2021           | 71e        | 60e    | 52e       | —          | 16e    | 8e           | —                   |

### Coupe du monde
- Meilleur classement général : 85e en 2020.
- Meilleure performance individuelle : 33e.

#### Classements en Coupe du monde
| Saison    | Classement général final | Individuel | Sprint | Poursuite | Mass start |
| 2019-2020 | 85e                      | 57e        | -      | -         | -          |